# Aug-Radisch
Aug-Radisch var en kommun i distriktet Südoststeiermark i förbundslandet Steiermark i Österrike. Den bestod av två orter (Ortschaften) (inom parentes invånarantal 1 januari 2024):
- Aug (92)
- Radisch (178)

Kommunen blev den 1 januari 2015 en del av kommunen Gnas. 